# Дені Савар
Дені Савар (фр. Denis Savard, нар. 4 лютого 1961, Гатіно) — колишній канадський хокеїст, що грав на позиції центрального нападника. Згодом — хокейний тренер.
Член Зали слави хокею з 2000 року. Володар Кубка Стенлі в складі «Монреаль Канадієнс» 1993. Провів понад тисячу матчів у Національній хокейній лізі. 

## Ігрова кар'єра
Хокейну кар'єру розпочав 1977 року в ГЮХЛК.
1980 року був обраний на драфті НХЛ під 3-м загальним номером командою «Чикаго Блекгокс». 
Протягом професійної клубної ігрової кар'єри, що тривала 18 років, захищав кольори команд «Чикаго Блекгокс»,  «Монреаль Канадієнс» та  «Тампа-Бей Лайтнінг».
Загалом провів 1365 матчів у НХЛ, включаючи 169 ігор плей-оф Кубка Стенлі.

## Нагороди та досягнення
- Учасник матчу усіх зірок НХЛ — 1982, 1983, 1984, 1986, 1988, 1989, 1990, 1991, 1996.
- Друга збірна усіх зірок НХЛ — 1983.

## Тренерська робота
2006 року розпочав тренерську роботу в НХЛ. Працював з командою «Чикаго Блекгокс».

## Статистика
| Сезон        | Клуб                 | Ліга         | Регулярний сезон | Регулярний сезон | Регулярний сезон | Регулярний сезон | Регулярний сезон | Плей-оф | Плей-оф | Плей-оф | Плей-оф | Плей-оф |
| Сезон        | Клуб                 | Ліга         | І                | Г                | П                | О                | ШХ               | І       | Г       | П       | О       | ШХ      |
| ------------ | -------------------- | ------------ | ---------------- | ---------------- | ---------------- | ---------------- | ---------------- | ------- | ------- | ------- | ------- | ------- |
| 1977–78      | «Монреаль Юніорс»    | ГЮХЛК        | 72               | 37               | 79               | 116              | 22               | —       | —       | —       | —       | —       |
| 1978–79      | «Монреаль Юніорс»    | ГЮХЛК        | 70               | 46               | 112              | 158              | 88               | 11      | 5       | 6       | 11      | 46      |
| 1979–80      | «Монреаль Юніорс»    | ГЮХЛК        | 72               | 63               | 118              | 181              | 93               | 10      | 7       | 16      | 23      | 8       |
| 1980–81      | «Чикаго Блекгокс»    | НХЛ          | 76               | 28               | 47               | 75               | 47               | 3       | 0       | 0       | 0       | 0       |
| 1981–82      | «Чикаго Блекгокс»    | НХЛ          | 80               | 32               | 87               | 119              | 82               | 15      | 11      | 7       | 18      | 52      |
| 1982–83      | «Чикаго Блекгокс»    | НХЛ          | 78               | 35               | 86               | 121              | 99               | 13      | 8       | 9       | 17      | 22      |
| 1983–84      | «Чикаго Блекгокс»    | НХЛ          | 75               | 37               | 57               | 94               | 71               | 5       | 1       | 3       | 4       | 9       |
| 1984–85      | «Чикаго Блекгокс»    | НХЛ          | 79               | 38               | 67               | 105              | 56               | 15      | 9       | 20      | 29      | 20      |
| 1985–86      | «Чикаго Блекгокс»    | НХЛ          | 80               | 47               | 69               | 116              | 111              | 3       | 4       | 1       | 5       | 6       |
| 1986–87      | «Чикаго Блекгокс»    | НХЛ          | 70               | 40               | 50               | 90               | 108              | 4       | 1       | 0       | 1       | 12      |
| 1987–88      | «Чикаго Блекгокс»    | НХЛ          | 80               | 44               | 87               | 131              | 95               | 5       | 4       | 3       | 7       | 17      |
| 1988–89      | «Чикаго Блекгокс»    | НХЛ          | 58               | 23               | 59               | 82               | 110              | 16      | 8       | 11      | 19      | 10      |
| 1989–90      | «Чикаго Блекгокс»    | НХЛ          | 60               | 23               | 57               | 80               | 56               | 20      | 7       | 15      | 22      | 41      |
| 1990–91      | «Монреаль Канадієнс» | НХЛ          | 70               | 28               | 31               | 59               | 52               | 13      | 2       | 11      | 13      | 35      |
| 1991–92      | «Монреаль Канадієнс» | НХЛ          | 77               | 28               | 42               | 70               | 73               | 11      | 3       | 9       | 12      | 8       |
| 1992–93      | «Монреаль Канадієнс» | НХЛ          | 63               | 16               | 34               | 50               | 90               | 14      | 0       | 5       | 5       | 4       |
| 1993–94      | «Тампа-Бей Лайтнінг» | НХЛ          | 74               | 18               | 28               | 46               | 106              | —       | —       | —       | —       | —       |
| 1994–95      | «Тампа-Бей Лайтнінг» | НХЛ          | 31               | 6                | 11               | 17               | 10               | —       | —       | —       | —       | —       |
| 1994–95      | «Чикаго Блекгокс»    | НХЛ          | 12               | 4                | 4                | 8                | 8                | 16      | 7       | 11      | 18      | 10      |
| 1995–96      | «Чикаго Блекгокс»    | НХЛ          | 69               | 13               | 35               | 48               | 102              | 10      | 1       | 2       | 3       | 8       |
| 1996–97      | «Чикаго Блекгокс»    | НХЛ          | 64               | 9                | 18               | 27               | 60               | 6       | 0       | 2       | 2       | 2       |
| Усього в НХЛ | Усього в НХЛ         | Усього в НХЛ | 1196             | 473              | 865              | 1338             | 1336             | 169     | 66      | 109     | 175     | 256     |

## Тренерська статистика
| Команда | Сезон   | Регулярний сезон | Регулярний сезон | Регулярний сезон | Регулярний сезон | Регулярний сезон | Регулярний сезон | Плей-оф    |
| Команда | Сезон   | І                | В                | П                | ПОТ              | О                | Місце            | Результат  |
| ------- | ------- | ---------------- | ---------------- | ---------------- | ---------------- | ---------------- | ---------------- | ---------- |
| ЧИК     | 2006–07 | 61               | 24               | 30               | 7                | (71)             | 5-е в ЦД         | не вийшли  |
| ЧИК     | 2007–08 | 82               | 40               | 34               | 8                | 88               | 3-є в ЦД         | не вийшли  |
| ЧИК     | 2008–09 | 4                | 1                | 2                | 1                | (104)            | 2-е в ЦД         | звільнений |
| Усього  | Усього  | 147              | 65               | 66               | 16               | .496             |                  |            |